# Kwomtari jezik
Kwomtari jezik (ISO 639-3: kwo), jezik skupine Kwomtari, porodice arai-kwomtari kojim oko 600 ljudi govori u šest sela u provinciji Sandaun u Papui Novoj Gvineji. 
Sela u kojima se govori su: Mango, Kwomtari, Baiberi, Yenabi, Yau'uri i Wagroni. Neki od njih sposobni su komunicirati jezikom tok pisin.

## Vanjske poveznice
- Ethnologue (14th)
- Ethnologue (15th)